# Franco Coria
Franco Coria (Los Toldos, 8 luglio 1988) è un ex calciatore argentino, di ruolo difensore.